# Rhythm of the Rain
A Rhythm of the Rain című dal az ausztrál Jason Donovan 4. kimásolt kislemeze a Between the Lines című második stúdióalbumról. A dal egy feldolgozás, melyet a The Cascades nevű együttes jelentetett meg 1962 novemberében. A dal azóta több feldolgozást is megért. 
A dal spanyol nyelvű változata Spanyolországban "El Ritmo De La Lluvia" címen jelent meg 7" inches kislemezen, valamint a dal újrakevert változata hallható Donovan 2008-as Let It Be Me című albumán is.

## Megjelenések
CD Single  Egyesült Királyság PWL Records – PWCD 60
1. Rhythm Of The Rain 3:08
2. Rhythm Of The Rain (Extended) 4:50
3. Story Of My Life 3:18

## Slágerlista
| Slágerlista (1990)                               | Legjobb helyezések |
| ------------------------------------------------ | ------------------ |
| Németország (Official German Charts)             | 38                 |
| Belgium (Ultratop 50 Flanders)                   | 14                 |
| Hollandia (Dutch Top 100)                        | 43                 |
| Írország (IRMA)                                  | 6                  |
| Egyesült Királyság (The Official Charts Company) | 9                  |

## Minősítések
| Ország             | Minősítések | Hivatalos eladások |
| ------------------ | ----------- | ------------------ |
| Egyesült Királyság |             | 83.000             |

## Feldolgozások
- A holland tini ideál Rob de Nijs saját változatát vette fel "Ritme van de regen" címmel 1963-ban.
- Gary Lewis & the Playboys változata 1969-ben látott napvilágot, és a Billboard Hot 100-as listán a 63. helyen szerepelt.[7]
- Pat Roberts 1972-ben megjelent változata 34. helyezett volt a Country chart slágerlistáján.[8]
- Jacky Ward 1978-ban készítette el saját feldolgozását, mely 11. helyezett volt a Country chart slágerlitáján.[9]
- Neil Sedaka 1984-es feldolgozása 37. helyezés volt az Adult Contemporary listán.[10]
- Dan Fogelbert 1990-ben jelentette meg saját változatát, mely 3. helyezett volt az Adult Contemporary listán.[11]